# دهستان سفیدآبه
دهستان سفیدآبه، یکی از دهستان‌های بخش سفیدآبه شهرستان نیمروز در استان سیستان و بلوچستان ایران است. مرکز این دهستان، روستای سفیدآبه است.

## جمعیت
بر پایه سرشماری عمومی نفوس و مسکن در سال ۱۳۹۵، جمعیت دهستان سفیدآبه برابر با ۳٬۷۲۶ نفر بوده است.